# Agrostis olympica
Agrostis olympica är en gräsart som först beskrevs av Pierre Edmond Boissier, och fick sitt nu gällande namn av Norman Loftus Bor. Agrostis olympica ingår i släktet ven, och familjen gräs. Utöver nominatformen finns också underarten A. o. agrostidiformis.